# Kamosowo
Kamosowo [kamɔˈsɔvɔ] (tiếng Đức: Kamissow) là một ngôi làng thuộc khu hành chính của Gmina Białogard, thuộc quận Białogard, West Pomeranian Voivodeship, ở phía tây bắc Ba Lan. Nó nằm khoảng 6 kilômét (4 mi) phía tây Białogard và 108 km (67 mi) về phía đông bắc của thủ đô khu vực Szczecin.

## Cư dân đáng chú ý
- Moritz Franz Kasimir von Wobersnow (1708-1759), tướng Phổ